# Suraj Sharma
 (juin 2013).
Si vous disposez d'ouvrages ou d'articles de référence ou si vous connaissez des sites web de qualité traitant du thème abordé ici, merci de compléter l'article en donnant les références utiles à sa vérifiabilité et en les liant à la section « Notes et références ».
Pour les articles homonymes, voir Sharma.
Suraj Sharma, né le 21 mars 1993 à New Delhi, est un acteur indien. Il a fait ses débuts en 2012 avec le rôle principal du film L'Odyssée de Pi d'Ang Lee.

## Biographie
Suraj Sharma est né à New Delhi en Inde, dans une famille de langue malayalam qui est originaire de Thalassery au Kerala. Son père est un ingénieur en logiciel de Thalassery et sa mère est une économiste de Palakkad.
Il étudie au lycée Sardar Patel Vidyalaya, où il est décrit comme un garçon populaire qui aimait jouer des tours. Après le tournage de L'Odyssée de Pi, le jeune acteur reprend des études de philosophie au St. Stephen's College de l'Université de Delhi. 

## Carrière
Suraj Sharma fut l'un des trois mille acteurs à auditionner pour le rôle de Piscine Molitor Patel. N'ayant aucune expérience antérieure dans le domaine du cinéma, il auditionne uniquement car il accompagne son frère cadet, qui lui avait demandé de venir en échange d'un repas gratuit. Le réalisateur Ang Lee a déclaré l'avoir choisi principalement pour ses yeux expressifs et son apparence innocente. Selon lui, Suraj Sharma n'a pas seulement l'émotion, mais aussi le « look » de Pi. Sa « corpulence moyenne » (entre 1,65  et   1,80 m) a été jugée parfaite pour le rôle,.

## Filmographie

### Cinéma
- 2012 : L'Odyssée de Pi d'Ang Lee : Piscine Molitor Patel
- 2014 : Million Dollar Arm : Rinku Singh
- 2015 : Umrika : Ramakant âgé
- 2016 : Burn Your Maps : Ismail
- 2017 : Phillauri : Kanan
- 2017 : The Hungry : Ankur Joshi
- 2019 : Happy Birthdead 2 You : Sumar Ghosh
- 2019 : Killerman : Fedex
- 2019 : The Illegal : Hassan
- 2022 : Wedding Season : Ravi

### Télévision
- 2014 : Homeland : Aayan Ibrahim (7 épisodes)
- 2018–2020 : God Friended Me : Rakesh (42 épisodes)
- 2020 : Little America : Kabir
- 2022 : How I Met Your Father : Sid (10 épisodes)

## Distinction

### Récompenses
- 2012 : Las Vegas Film Critics Society Award du meilleur enfant dans un film pour L'Odyssée de Pi (2012)
- 2013 : Saturn Award de la meilleure performance pour un jeune acteur pour L'Odyssée de Pi (2012)

### Distinctions
- 2013 : Phoenix Film Critics Society Awards du meilleur acteur pour L'Odyssée de Pi (2012)
- 2013 : Critics Choice Award de la meilleure performance jeune acteur pour L'Odyssée de Pi (2012)
- 2013 : Empire Awards de la meilleure révélation masculine pour L'Odyssée de Pi (2012)
- 2013 : Image Awards du meilleur acteur pour L'Odyssée de Pi (2012)
- 2013 : MTV Movie Awards de la meilleure révélation masculine pour L'Odyssée de Pi (2012)